# Теодозюв (Томашовський повіт)
Теодозюв (пол. Teodozjów) — село в Польщі, у гміні Черневиці Томашовського повіту Лодзинського воєводства.
Населення — 115 осіб (2011).
У 1975-1998 роках село належало до Пйотрковського воєводства.

## Демографія
Демографічна структура станом на 31 березня 2011 року:
|          | Загалом | Допрацездатний вік | Працездатний вік | Постпрацездатний вік |
| -------- | ------- | ------------------ | ---------------- | -------------------- |
| Чоловіки | 58      | 9                  | 41               | 8                    |
| Жінки    | 57      | 14                 | 31               | 12                   |
| Разом    | 115     | 23                 | 72               | 20                   |